# دهستان آبشار
دهستان آبشار یکی از دهستان های بخش مرکزی در شهرستان شادگان است.

## روستاهای دهستان آبشار
- آلبوگولک
- عنایتی بالا
- عنایتی پایین
- عنایتی وسط
- نهرگبین علیا
- نهرگبین سفلی
- نهرحمود
- نهرحسین
- نهرجدید
- نهرمسیر
- نهررحمه
- نهرشناوه
- نهرسلطان
- نهروصله
- سعدی
- یوبه